# Drifttemperatur
Drifttemperatur eller arbetstemperatur är den temperatur vid vilken en elektrisk eller mekanisk anordning arbetar. Enheten fungerar effektivt inom ett visst temperaturområde som varierar beroende på enhetens funktion och tillämpning, och varierar från lägsta arbetstemperatur till högsta arbetstemperatur. Utanför detta temperaturintervall för drift kan utrustningen fallera eller skadas. Utrustning för flyg och militära ändamål har i allmänhet ett bredare temperaturområde än industriella enheter, och kommersiella utrustningar har i allmänhet det minsta drifttemperaturområdet.
Drifttemperatur är en faktor inom driftsäkerhet.

## Flyg och militär verksamhet
Elektrisk och mekanisk utrustning måste kunna uthärda en större variation i omgivningen, inklusive en större variation i temperatur.
Motstånd, som exempel, tillverkas i olika kvalitetsklasser:[källa behövs]
- Kommersiell standard: 0 °C to 70 °C (ibland −10 °C to 70 °C)
- Industristandard: −40 °C to 85 °C (ibland −25 °C to 85 °C)
- Militärstandard: −55 °C to 125 °C (ibland −65 °C to 275 °C)

Denna klassning säkerställer att en utrustning är anpassad för sitt behov, och kommer att tåla de miljövillkor som den kommer att användas i. I USA, har Försvarsdepartementet definierat en Standard för amerikanska militären för alla produkter som används av USA:s beväpnade styrkor. Gränsvärdena för en produkts utformning och testvillkor för den miljö apparaten kommer att möte under sin livslängd, specificeras i MIL-STD-810, som är USA:s Försvarsdepartements standard för testmetoder för bedömning av miljöförhållanden samt laboratorietester.
Standarden MIL-STD-810G specificerar att "stabilisering av den operativa temperaturen har uppnåtts när temperaturen på de fungerande delarna i testföremålet som bedöms ha den långsammaste temperaturförändringshastigheten ändrar sig med en takt av inte mer än 2,0 °C (3.6°F) per timme." Den specificerar också procedurer för att värdera materials förmåga att tåla extrem temperaturbelastning.
Militära turbinblad utsätts för två signifikativa deformationspåkänningar under normal drift, krypning och termisk utmattning. Ett materials krypning är "starkt beroende av den operativa temperaturen", och analys av krypning är därför en viktig del i utvärdering av en konstruktion.

## Kommersiella produkter
Kommersiella produkter och produkter i detaljhandeln tillverkas med lägre krav än produkter för användning militärt och för rymdändamål. Till exempel tillverkas mikroprocessorer av Intel Corporation i tre klassningar: kommersiell, industriell och utökad klass.